# Uniunea Latină
Uniunea Latină ( română Uniunea Latină, catalană Unió Llatina, franceză Union Latine, italiană Unione Latina, portugheză União Latina, spaniolă Unión Latina) a fost o organizație internațională care reunea țările lumii ce vorbesc una dintre limbile romanice. Rolul său era promovarea limbilor neolatine.
Uniunea Latină avea sediul la 204, rue de Vaugirard, 75015 Paris, Franța. Uniunea a fost creată în 1954 la Madrid, și a fost funcțională din 1983 până în 2012. Din cauza problemelor financiare, Uniunea Latină a anunțat pe 26 ianuarie 2012 suspendarea activităților (decizie intrată în vigoare la 31 iulie 2012).

## Criterii
Numărul de membri crescuse de la 12 membri fondatori la 36 de țări pe patru continente, țări care au satisfăcut cel puțin unul dintre următoarele criterii:
- criterii lingvistice
  - limbă oficială neolatină (romanică)
  - limbă neolatină folosită în educație
  - limbă neolatină folosită în mediile de comunicație și în presă
- criterii lingvistico-culturale
  - existența unei cantități importante de literatură într-o limbă neolatină
  - existența presei și a publicațiilor într-o limbă neolatină
  - existența programelor în proporție mare într-o limbă neolatină
  - canale de radio într-o limbă derivată din limba latină
- criterii culturale
  - legătură directă sau indirectă cu Roma Antică, pe care statul încearcă să o perpetueze prin cursuri de latină
  - educație într-o limbă latină, alta decât cea națională
  - relațiile cu alte popoare latine
  - organizare socială, în special în domeniul juridic, bazată pe respectul față de libertățile fundamentale, principiile fundamentale ale Drepturilor Omului și ale democrației, toleranță și libertatea cultelor

## State membre
În decembrie 2010, Uniunea Latină avea membri pe patru continente:
- spaniolă (español)

Argentina (observator)  |  Bolivia  |  Chile  |  Columbia  |  Costa Rica  |  Cuba  |  Republica Dominicană  |  Ecuador  |  Spania  |  Guatemala  |  Honduras  |  Mexic (observator)  |  Nicaragua  |  Panama  |  Paraguay  |  Peru  |  Filipine  |  Uruguay  |  Venezuela
- franceză (français)

Coasta de Fildeș  |  Franța  |  Haiti  |  Monaco  |  Senegal
- italiană (italiano)

Italia  |  Sfântul Scaun (observator)   |  San Marino  |  Ordinul Suveran al Cavalerilor de Malta (observator)
- portugheză (português)

Angola  |  Brazilia  |  Capul Verde  |  Guineea-Bissau  |  Mozambic  |  Portugalia  |  São Tomé și Príncipe  |  Timorul de Est
- română

România  | Republica Moldova
- catalană (català)

Andorra |  Spania

## Limbile oficiale
Limbile oficiale ale Uniuni Latine erau: franceza, româna, italiana, portugheza, spaniola și catalana. Uniunea folosea primele patru ca limbi de lucru. Toate textele cu difuzare generală erau traduse în aceste patru limbi, iar unele și în limba spaniolă. Astfel organizația trăia și își demonstra, în mod constant, idealul său cultural pan-latin.

## Omonimie
- Uniunea Latină (monedă) este cunoscută mai cu seamă sub denumirea de Uniunea Monetară Latină.